# Basil Collier
John Basil Collier (* 29. Juni 1908 in Westcliff-on-Sea, England; † 1983) war ein britischer Autor.
Er arbeitete in der historischen Abteilung des Cabinet Office.

## Veröffentlichungen
- I wore my linen trousers. An Account of Travel in Provence. 1940
- Leader of the few. The authorised biography of Air Chief Marshall, the Lord Dowding of Bentley Priory. 1957
- The Defence of the United Kingdom. London, Her Majesty’s Stationery Office, 1957
- Brasshat. A biography of Field-Marshal Sir Henry Wilson.
- The Battle of Britain. 1962
- Barren Victories. Versailles to Suez. 1964
- Siege, die keine waren. Von Versailles bis Suez (1918–1956). 1964
- The Second World War. A Military History. 1967
- The War in the Far East, 1941–1945. 1969
- The Airship. 1974
- A History of air Power. 1974
- Arms and the Men. 1980
- Hidden Weapons.